# Fort de Fléron
Le fort de Fléron est un des 12 forts composant la position fortifiée de Liège à la fin du XIXe siècle en Belgique.
Il fut construit entre 1881 et 1891 selon les plans du Général Brialmont. Contrairement aux forts français construits durant la même période par Raymond Séré de Rivières, il fut entièrement construit avec du béton non renforcé, nouveau matériau pour l'époque, plutôt qu'en maçonnerie. Le fort fut lourdement bombardé lors de la Première Guerre mondiale durant la bataille de Liège ainsi qu'au début de la Seconde Guerre mondiale. Il a été modernisé dans les années 1930. Situé dans le centre de Fléron, le fort a été enterré et est entouré d'appartements.

## Description
Le fort de Fléron est situé à environ 7 kilomètres au sud-est du centre de Liège, dans le centre de Fléron.
Il a la forme d'un triangle isocèle dont la base a une longueur de 300 mètres et dont les côtés mesurent 235 mètres de long. Un fossé de 6 mètres de profondeur et de 8 mètres de large entoure le fort. L'armement principal est concentré dans le massif central. Les fossés étaient défendus en enfilade par des fusils à tir rapide de 57 mm disposés dans les coffres de contrescarpe.
Il est un des plus larges forts liégeois. Il disposait de tourelles d'artillerie lourde concentrées sur le massif central. Celles-ci étaient entourées de 4 tourelles avec canons plus légers pour la défense rapprochée. 
Mis à part le fort de Loncin, les forts belges possédaient peu de provisions pour subvenir à l'intendance quotidienne d'une garnison en temps de guerre. De plus les latrines, douches, cuisine, morgue se trouvaient dans la contrescarpe, une position intenable au combat. Cela aura d'importantes conséquences sur la capacité des forts à soutenir un assaut prolongé. La zone de service était placée directement en face des baraquements, qui s'ouvraient sur le fossé à l'arrière du fort (en direction de Liège), avec une protection moindre que les 2 fossés latéraux. L'arrière des forts Brialmont était plus légèrement défendu pour faciliter une recapture par les forces armées belges. On trouvait aussi sur ce côté les baraquements et les communs, le fossé arrière permettant l'éclairage naturel et la ventilation. Au combat, les tirs d'artillerie rendaient le fossé intenable et les Allemands ayant pu passer entre les forts pouvaient les attaquer par l'arrière.
Les forts conçus par Brialmont étaient prévus pour supporter un bombardement de canons de 21 cm, calibre le plus puissant à l'époque de leur conception. Le sommet du massif central était formé de 4 mètres de béton non armé alors que les parois, jugées moins exposées de 1,5 mètre de béton.
En 1940, les canons sont remplacés par des fusils mitrailleurs. L'armement du fort se composait, en 1914, de 2 coupoles de 12 cm, deux coupoles de 210, une coupole de 150 et d'un phare éclipsable. Les 4 saillants disposaient aussi chacun d'une coupole de 5.7 à tir rapide, ces coupoles étaient les seules éclipsables avec celle du phare. En 1940, l'armement ne se compose plus que d'une coupole de 105 mm, d'une de 150 mm et d'une coupole Mi-Lg (Mitrailleuses Lance-grenades). La coupole phare quant à elle est remplacée par une cloche spéciale développée par la F.R.C. (Fonderie Royale des Canons).

## Armement
À l'origine, l'armement du fort de Fléron comportait, pour les cibles à distance, deux tourelles Grüsonwerke avec un obusier Krupp de 21 cm, une tourelle Creusot avec 2 canons de 15 cm et deux tourelles Châtillon-Commentry comportant 2 canons Krupp 12 cm. Pour la défense rapprochée, il possédait 4 tourelles Grüsonwerke éclipsables avec un canon de 57 mm. Il y avait aussi sur le fort une tourelle d'observation équipée d'un projecteur. 8 canons de 57 mm à tir rapide équipaient les casemates protégeant les fossés et la poterne.
L'artillerie lourde du fort était composée de canons allemands fabriqué par Krupp à Essen alors que les tourelles provenaient de diverses origines. La communication entre les forts voisins de Loncin et de Liers pouvait se faire au moyen de signaux lumineux. Les canons utilisaient de la poudre noire ce qui produisait des gaz asphyxiants se propageant dans les espaces confinés du fort.
La garnison du fort comprenait 307 artilleurs et 80 fantassins sous les ordres du capitaine-commandant Mozin.

## Première Guerre mondiale

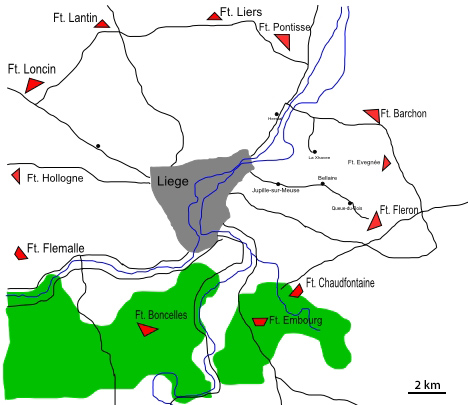
Les forts de Liège.

Les forts du sud et de l'est de Liège furent les premiers à subir l'attaque allemande le 4 août 1914. Ils opposèrent une résistance inattendue aux Allemands, causant de lourdes pertes dans leurs rangs. Ceux-ci amenèrent une artillerie lourde de siège avec une puissance de feu supérieure à ce que les forts pouvaient résister. Les Allemands s'infiltrèrent entre les forts et prirent le centre de Liège le 6 août. Ils purent ainsi placer de l'artillerie de siège dans la ville elle-même, attaquant ainsi les forts par l'arrière. Le fort de Fléron fut bombardé par l'artillerie lourde à partir du 11 août. Le jour suivant, il y tombait 250 obus à l'heure. Une délégation allemande demandant au fort de se rendre fut renvoyée le même-jour à midi, mais les conditions de vie à l'intérieur étaient difficiles et les munitions vinrent à manquer. La nuit, les bombardements se poursuivirent à l'aide de mortiers à courte portée. Le 13 août, un canon de 42 cm le prit pour cible. Le fort résista jusqu'au 14 août 1914. Le commandant Mozin offrit la reddition à 09h45, le fort étant incapable de résister plus longtemps, sans compter que les Belges demeuraient dans un fort envahi de fumées. Les pertes belges s'élevèrent à 5 morts. 12 soldats de la garnison, prisonniers de guerre, mourront également durant leur captivité.

## Position fortifiée de Liège
L'armement du fort de Fléron fut modernisé dans les années 1930 dans le cadre de la création de la position fortifiée de Liège II qui était prévue pour dissuader une éventuelle invasion allemande à partir de la frontière belge. Les canons de 21 cm furent remplacés par des canons à longue portée de 15 cm. Les canons de 15 cm furent remplacés par des mitrailleuses et des lance-grenades et les canons de 12 cm furent remplacés par des tourelles contenant 2 canons de 105 mm. Ces armes étaient d'origine allemande. 3 tourelles de 75 mm furent également adjointes. On améliora également la ventilation, les sanitaires, les communications et la production d'électricité. Une tour servant de prise d'air fut ajoutée de l'autre côté de la ligne ferroviaire 38 qui fut démolie. De nouveaux baraquements furent construits pour le logement de la troupe en temps de paix. Le fort était occupé par 250 soldats, 20 sous-officiers et 13 officiers.

## Seconde Guerre mondiale
Du 10 au 16 mai 1940, le fort fut attaqué à plusieurs reprises par les airs. Le système électrique fut détruit dès le premier jour et les réglages de tirs de canon et leurs chargements se firent manuellement. Le fort tira sur les forces allemandes dans les environs et fournit un feu de couverture aux forts voisins. Les cibles incluaient la citadelle de Liège, l'aéroport et le château de Tancrémont. Il riposta également à des attaques aériennes. Les lourdes attaques aériennes du 17 mai détruisirent le centre de communications et les tourelles de 15 cm. Les canons de 105 mm à court de munitions et le canon de 75 mm était inutilisable. Le commandant du fort, le capitaine Armand Glinne (1902-1971), convaincu que le fort n'était plus capable d'opposer une résistance efficace, et avec la permission de ses supérieurs, donna l'ordre d'évacuer le fort et de rejoindre les troupes de campagne. 4 soldats furent tués et 6 blessés durant ces 6 jours.

## Actuellement
Contrairement à d'autres ouvrages de la position fortifiée de Liège, le fort a été entièrement enseveli sous un parc bordé par une cité. Hormis la tour d'air située à l'entrée de Retinne et les emplacements des coupoles, seule la disposition des rues avoisinantes et une plaque commémorative témoignent encore de l'empreinte laissée par ce fort,.

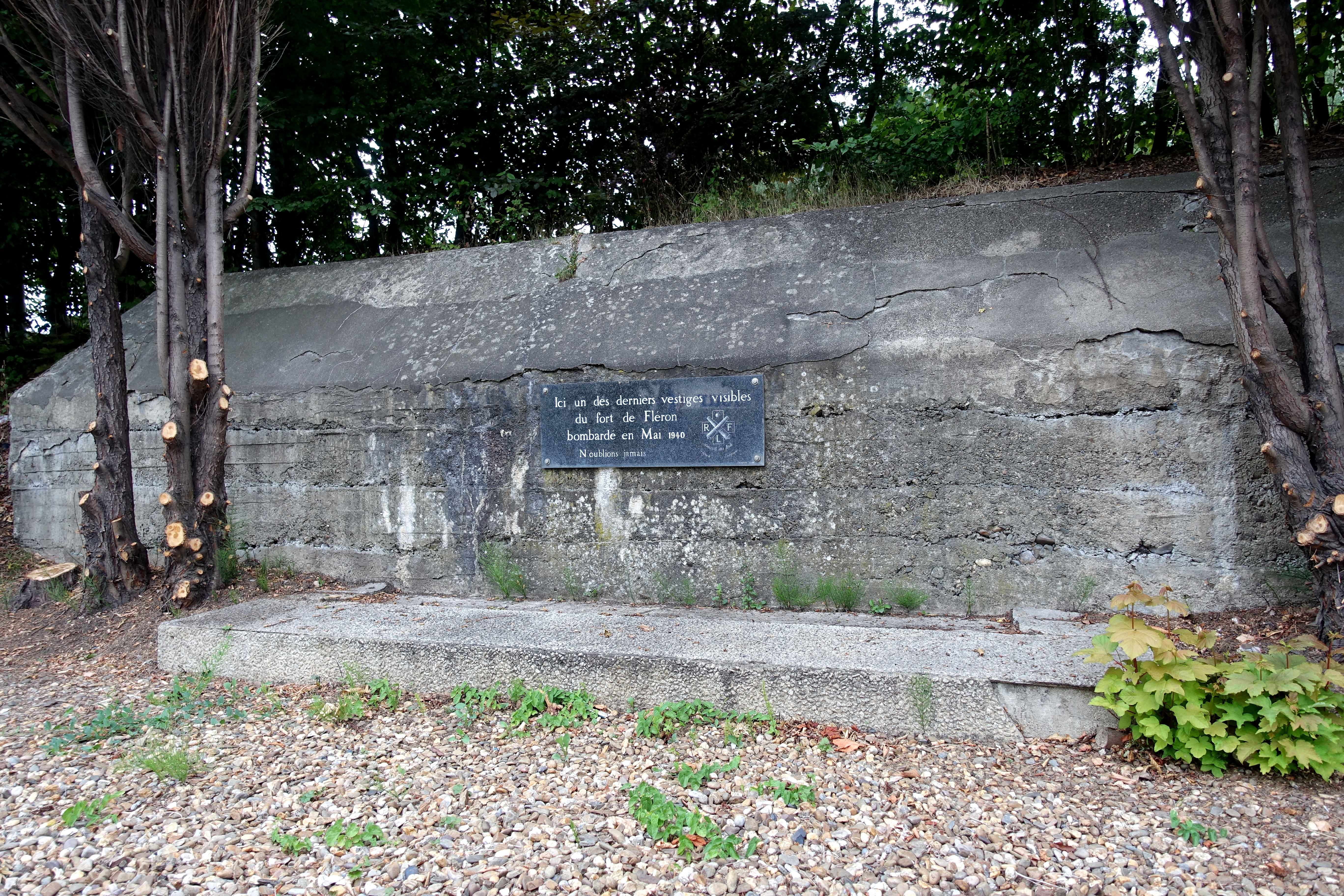
Vestige du mur du coffre de tête.
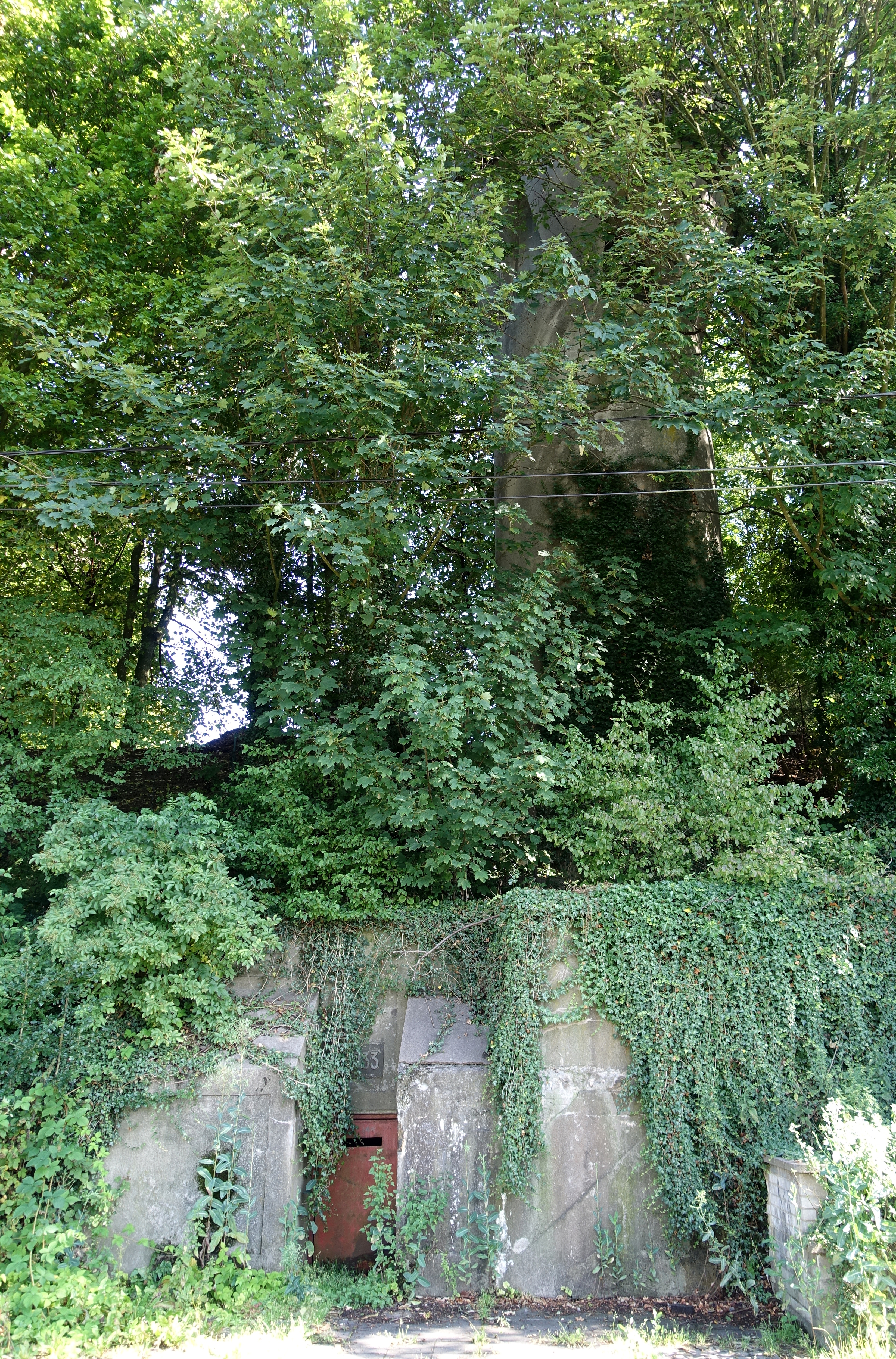
Tour d'air avec entrée.
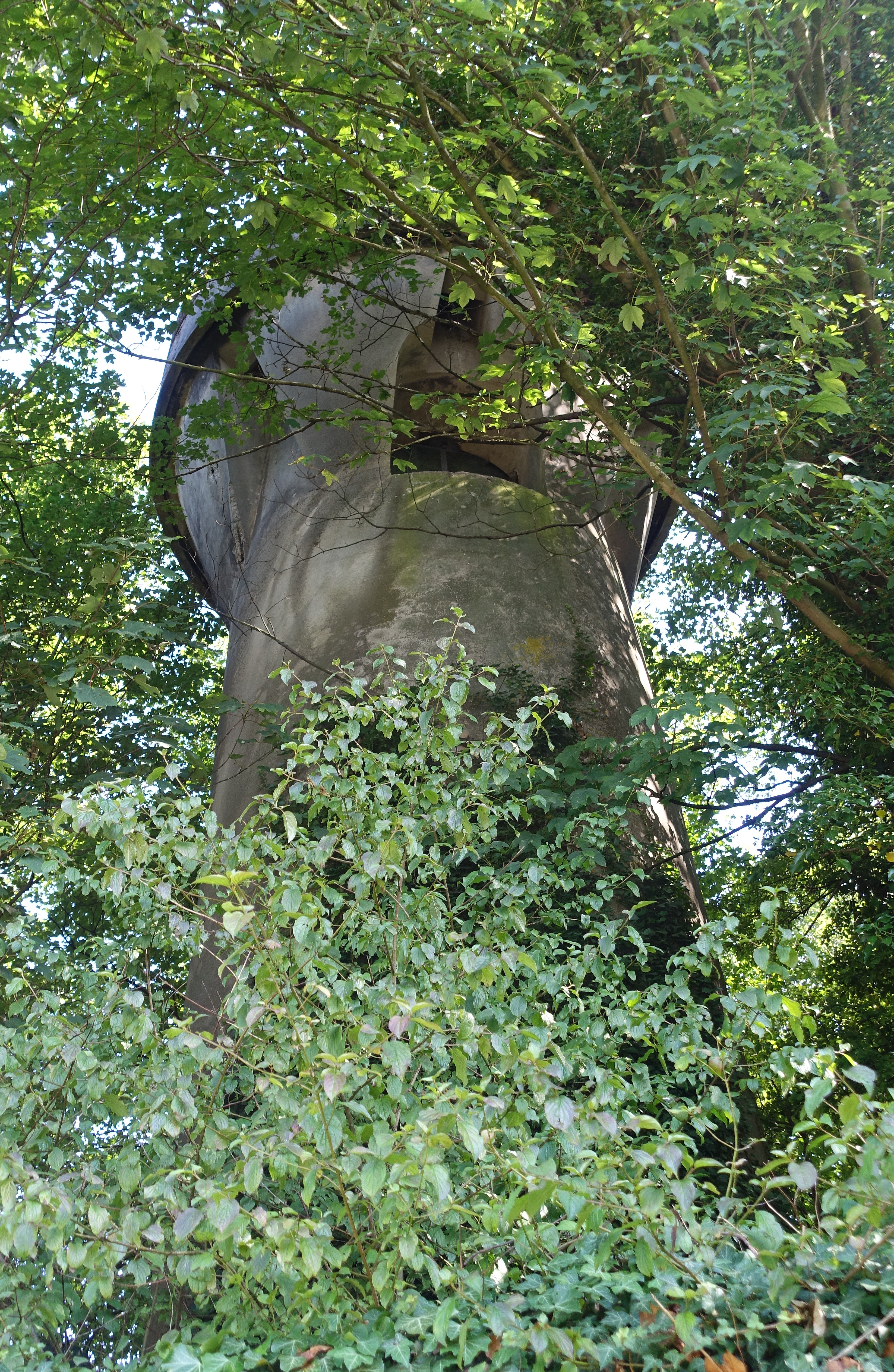
Tour d'air.
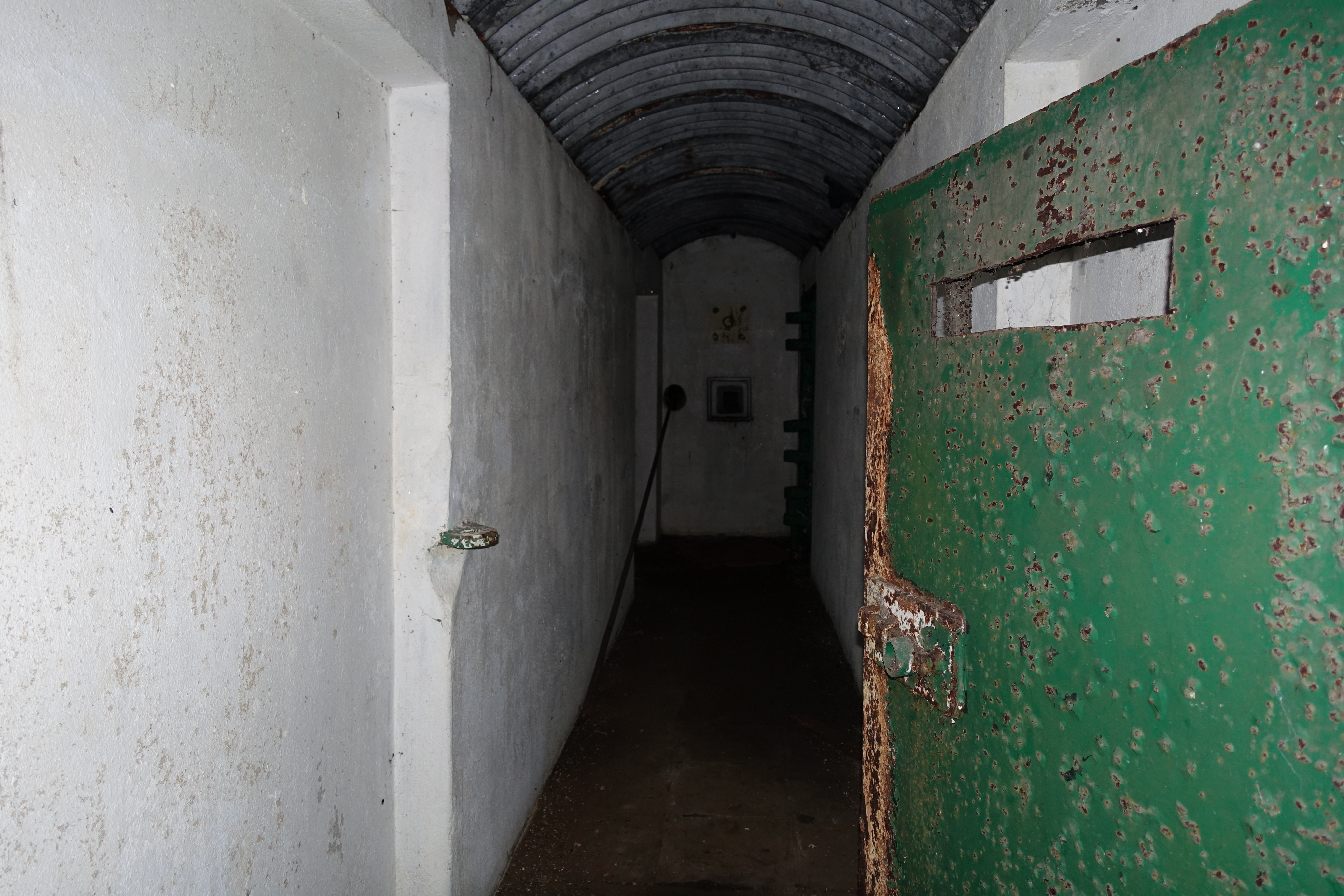
Locaux souterrains depuis l'entrée de la tour d'air.
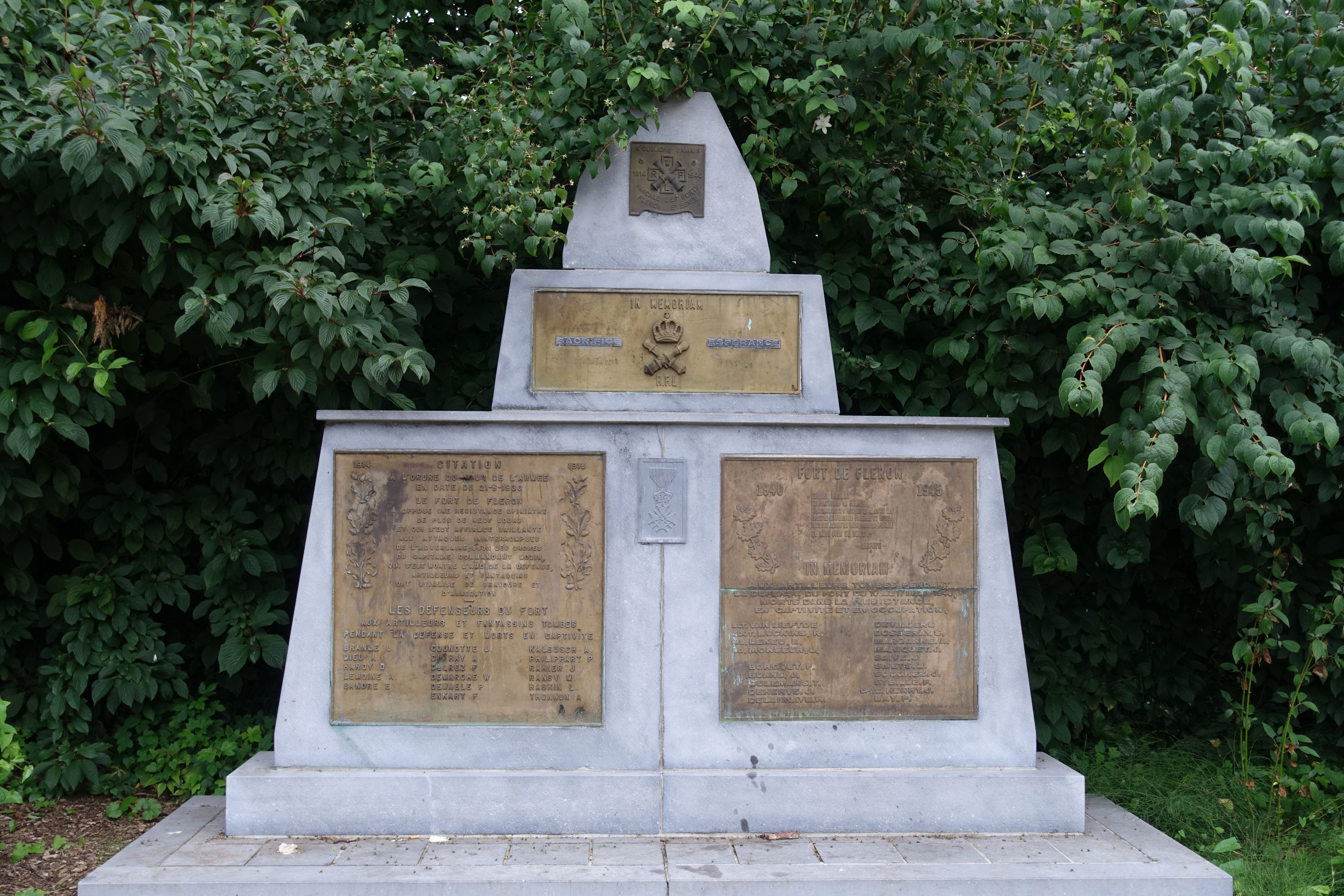
Monument.